# Ilha Comprida
Ilha Comprida - és un municipi brasiler de l'estat de São Paulo. És una ciutat costanera i es localitza a una latitud 24° 44′ 28″ sud i una longitud 47° 32′ 24″ oest, estant a una altitud a nivell del mar. La seva població estimada el 2022 era de 13.419 habitants.

## Geografia
Té una àrea de 188,5 km². Aquest nom ve per la seva característica peculiar d'haver-hi 74 km d'extensió i, com a màxim, 4 km d'amplària en alguns punts.
Amb 74 quilòmetres de platges, àrees de manglars, cases de camp arqueològiques, mates, dunes i espècies rares d'aus, l'Illa Comprida és una de les últimes àrees on hi ha la Mata Atlântica i un dels últims ecosistemas no polucionats del litoral brasiler. Forma part del Complex Estuario Lagunar d'Iguape - Paranaguá, que constitueix un dels majors viveirs de peix i crustacis de l'Atlàntic Sud. Per tindre importància ambiental, l'Organització de les Nacions Unides per a Educació, Ciència i Cultura (UNESCO), a va incloure com Reserva de la Biosfera del Planeta. El municipi que té 100% del seu territori - 252 quilòmetres quadrats -, inclòs en Àrea de Protecció Ambiental, desenvolupa accions estructurals per a transformar-se en Ciutat Model del Turisme Sustentable.
Les dunes d'Illa Comprida s'escampen al llarg de la riba a les proximitats del Mar Petit i són passatgers obligatoris. Les dunes de l'Araçá, que queden 7,5 quilòmetres del costat esquerre del Boqueirão, reserven sorpreses als visitants amb moltes formacions, altura de fins a deu metres i una bonica vista al mar. També són trobades en el camí del Boqueirão Sud en grans extensions. Algunes d'elles acaben en les llacunes. Conèixer les dunes de l'Illa és un passeig inoblidable en la naturalesa. Les aus típiques són un espectacle a la part.